# Stilrudern
Stilrudern ist eine Ruder-Wettkampfdisziplin, welche zu Beginn des 20. Jahrhunderts für Frauen entwickelt wurde, da diese in den Anfangszeiten des Rudersports nicht an Ruderregatten teilnehmen durften.
Es galt allgemein als unschicklich und medizinisch höchst bedenklich, wenn Damen sich sportlich betätigten. Bewertet wurden der Ruderstil, nicht wie beim Rennen die Schnelligkeit der Boote. Eine Punktwertung erfolgte, ähnlich wie beim Eiskunstlauf, durch Schiedsrichter für die Körperarbeit und die Blattführung der Ruderinnen, wobei die „saubere Ruderarbeit“ durch Wind und Wellen stark behindert werden konnte. Auf fließenden Gewässern betrug die Strecke für Stilrudern  gewöhnlich fünfhundert Meter stromab, dann dem Wenden, fünfhundert Meter stromauf.

## Geschichte
Stilruderwettkämpfe fanden ab 1919 statt.
Generell konnte „ab 1911 in Kleidern gerudert werden. Ab 1920 waren nach langen Kämpfen endlich ‚Sportbeinkleider‘ (Hosen) gestattet. Allerdings wurde zunächst über dem Sportanzug noch ein langer, abknöpfbarer Rock getragen, der erst im Boot abgelegt wurde.“ Ein Foto aus der Anfangsphase des Stilruderns zeigt die Damen des Zürcher Ruderclubs (DRC) in langen Hosen.
Die letzten Stilruderwettbewerbe wurden 1969 in der Bundesrepublik (Deutsche Meisterschaften) bzw. 1963 in der DDR ausgetragen.
Bei der Internationalen Bodenseewoche 2012 wurde demonstriert, allerdings durch Männer in Fantasiekostümen, dass beim Stilrudern Koordination, Ästhetik und technische Eleganz im Vordergrund standen.